# Poluição por plástico
- Tartaruga-oliva emaranhada em uma rede fantasma nas Maldivas
- Poluição plástica da praia perto de Hurgada, Egito
- Pilhas de lixo plástico na "ilha de lixo" autorizada pelo governo de Thilafushi
- Um afluente do Rio Vuri em Douala, Camarões, completamente entupido com plástico.
- Garrafa plástica de Canada Dry em trilha de caminhada nos Estados Unidos adjacente a uma trilha de caminhada urbana.

Poluição plástica ou poluição por plástico é o acúmulo de objetos e partículas provenientes de plásticos (por exemplo, garrafas, sacolas e microesferas) no meio ambiente da Terra que afeta negativamente os seres humanos, a vida selvagem e seu habitat. Os plásticos que atuam como poluentes são categorizados em tamanhos de detritos micro, meso ou macro. Os plásticos são baratos e duráveis, tornando-os muito adaptáveis para diferentes usos; como resultado, os fabricantes optam por usa-los em vez de outros materiais. No entanto, a estrutura química da maioria dos plásticos os torna resistentes a muitos processos naturais de degradação. Juntos, esses dois fatores permitem que grandes volumes de plástico entrem no meio ambiente como resíduos mal administrados e que persistam no ecossistema .
A poluição plástica pode afligir a terra, as vias navegáveis e os oceanos. Estima-se que 1,1 milhão a 8,8 milhões de toneladas de resíduos plásticos entrem no oceano a partir de comunidades humanas costeiras a cada ano. Estima-se que haja um estoque de 86 milhões de toneladas de detritos marinhos plásticos no oceano mundial no final de 2013, com a suposição de que 1,4% do plástico global produzido de 1950 a 2013 entrou no oceano e se acumulou. Alguns pesquisadores sugerem que até 2050 pode haver mais plástico do que peixes nos oceanos em termos de peso. Organismos vivos, principalmente animais marinhos, podem ser prejudicados por efeitos mecânicos, como emaranhamento em objetos plásticos, problemas relacionados à ingestão de resíduos plásticos ou pela exposição a produtos químicos dentro de plásticos que interferem em sua fisiologia. Os resíduos plásticos degradados podem afetar diretamente os seres humanos por meio do consumo direto (ou seja, na água da torneira), do consumo indireto (comendo animais) e da interrupção de vários mecanismos hormonais .
Em 2019, 368 milhões de toneladas de plástico são produzidas a cada ano; 51% na Ásia, sendo a China o maior produtor mundial. Da década de 1950 até 2018, cerca de 6,3 bilhões de toneladas de plástico foram produzidas em todo o mundo, das quais cerca de 9% foram reciclados e outros 12% foram incinerados. Essa grande quantidade de resíduos plásticos entra no meio ambiente causa problemas em todo o ecossistema; por exemplo, estudos sugerem que os corpos de 90% das aves marinhas contêm detritos plásticos. Em algumas áreas, houve esforços significativos para reduzir a proeminência da poluição plástica ao ar livre, por meio da redução do consumo de plástico, da limpeza do lixo e da promoção da reciclagem de plástico.
Em 2020, a massa global de plástico produzida excede a biomassa de todos os animais terrestres e marinhos combinados. Uma emenda de maio de 2019 à Convenção de Basileia regula a exportação/importação de resíduos plásticos, em grande parte destinada a impedir o envio de resíduos plásticos de países desenvolvidos para países em desenvolvimento. Quase todos os países aderiram a este acordo. Em 2 de março de 2022, em Nairóbi, 175 países se comprometeram a criar um acordo juridicamente vinculativo até o final de 2024 com o objetivo de acabar com a poluição plástica.
A quantidade de resíduos plásticos produzidos aumentou durante a pandemia de COVID-19 devido ao aumento da demanda por equipamentos de proteção e materiais de embalagem. Quantidades maiores de plástico acabaram no oceano, especialmente resíduos médicos e máscaras. Várias reportagens apontam para uma indústria de plástico tentando tirar proveito das preocupações com a saúde e do desejo de máscaras e embalagens descartáveis para aumentar a produção de plástico de uso único.

## Causas

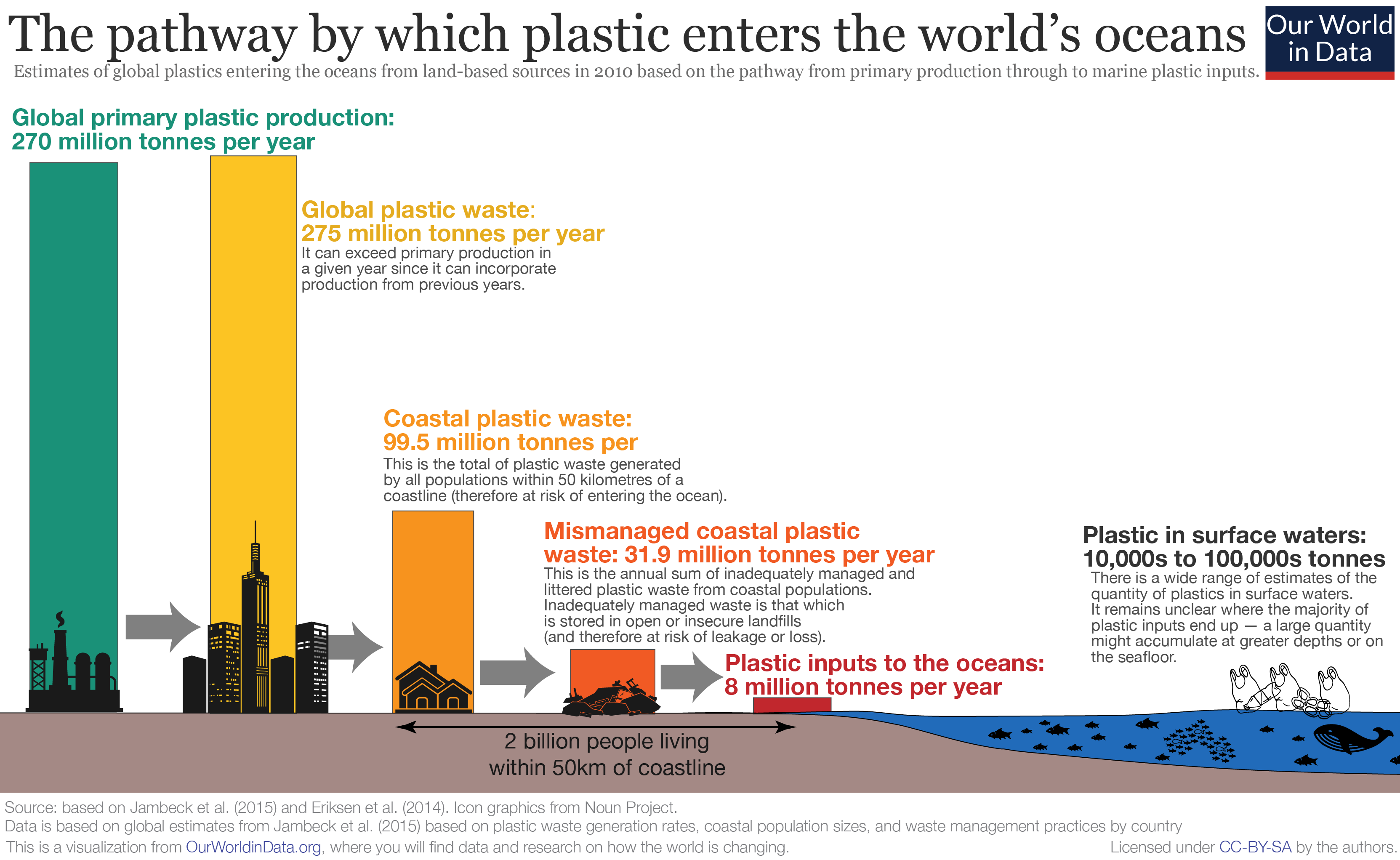
O caminho pelo qual o plástico entra nos oceanos do mundo

Existem diferentes estimativas de quanto lixo plástico foi produzido no século passado. Segundo uma estimativa, um bilhão de toneladas de resíduos plásticos foram descartados desde a década de 1950. Outros estimam uma produção humana acumulada de 8,3 bilhões de toneladas de plástico, das quais 6,3 bilhões de toneladas são resíduos, sendo que apenas 9% foram reciclados.
Estima-se que este resíduo seja composto por 81% de resina polimérica, 13% fibras poliméricas e 32% aditivos. Em 2018 foram gerados mais de 343 milhões de toneladas de resíduos plásticos, sendo 90% compostos por resíduos plásticos pós-consumo (industriais, agrícolas, comerciais e municipais). O resto era resíduos pré-consumo da produção de resina e fabricação de produtos plásticos (por exemplo, materiais rejeitados devido a cor, dureza ou características de processamento inadequadas).
Uma grande proporção de resíduos plásticos pós-consumo consiste em embalagens plásticas, o que inclui garrafas, potes, banheiras e bandejas, sacolas de compras, sacos de lixo, plástico bolha e plástico ou plástico elástico e espumas plásticas, por exemplo, poliestireno expandido (EPS). Os resíduos plásticos são gerados em setores como a agricultura (por exemplo, tubos de irrigação, coberturas de estufas, cercas, pellets, cobertura morta; construção (como tubos, tintas, pisos e telhados, isolantes e selantes); transporte (pneus desgastados, superfícies de estradas e marcações de estradas); equipamentos eletrônicos e elétricos (e-waste); e produtos farmacêuticos e de saúde. A quantidade total de resíduos plásticos gerados por esses setores é incerta.
Apesar dos esforços globais para reduzir a geração de resíduos plásticos, as perdas ao meio ambiente devem aumentar. A modelagem indica que, sem grandes intervenções, entre 23 e 37 milhões de toneladas por ano de resíduos plásticos poderiam entrar nos oceanos até 2040 e entre 155 e 265 milhões de toneladas por ano poderiam ser despejados no meio ambiente até 2060. Em um cenário comum, esses aumentos provavelmente seriam atribuídos a um aumento contínuo na produção de produtos plásticos, impulsionado pela demanda do consumidor, acompanhado por melhorias insuficientes na gestão de resíduos. Como os resíduos plásticos lançados no meio ambiente já têm um impacto significativo nos ecossistemas, um aumento dessa magnitude pode ter consequências dramáticas no planeta.
O comércio de resíduos plásticos foi identificado como "o principal culpado" do lixo marinho. Os países que importam os resíduos plásticos muitas vezes não têm capacidade para processar todo o material. Como resultado, as Nações Unidas impuseram uma proibição ao comércio de resíduos de plástico, a menos que atenda a certos critérios.

## Tipos de detritos plásticos

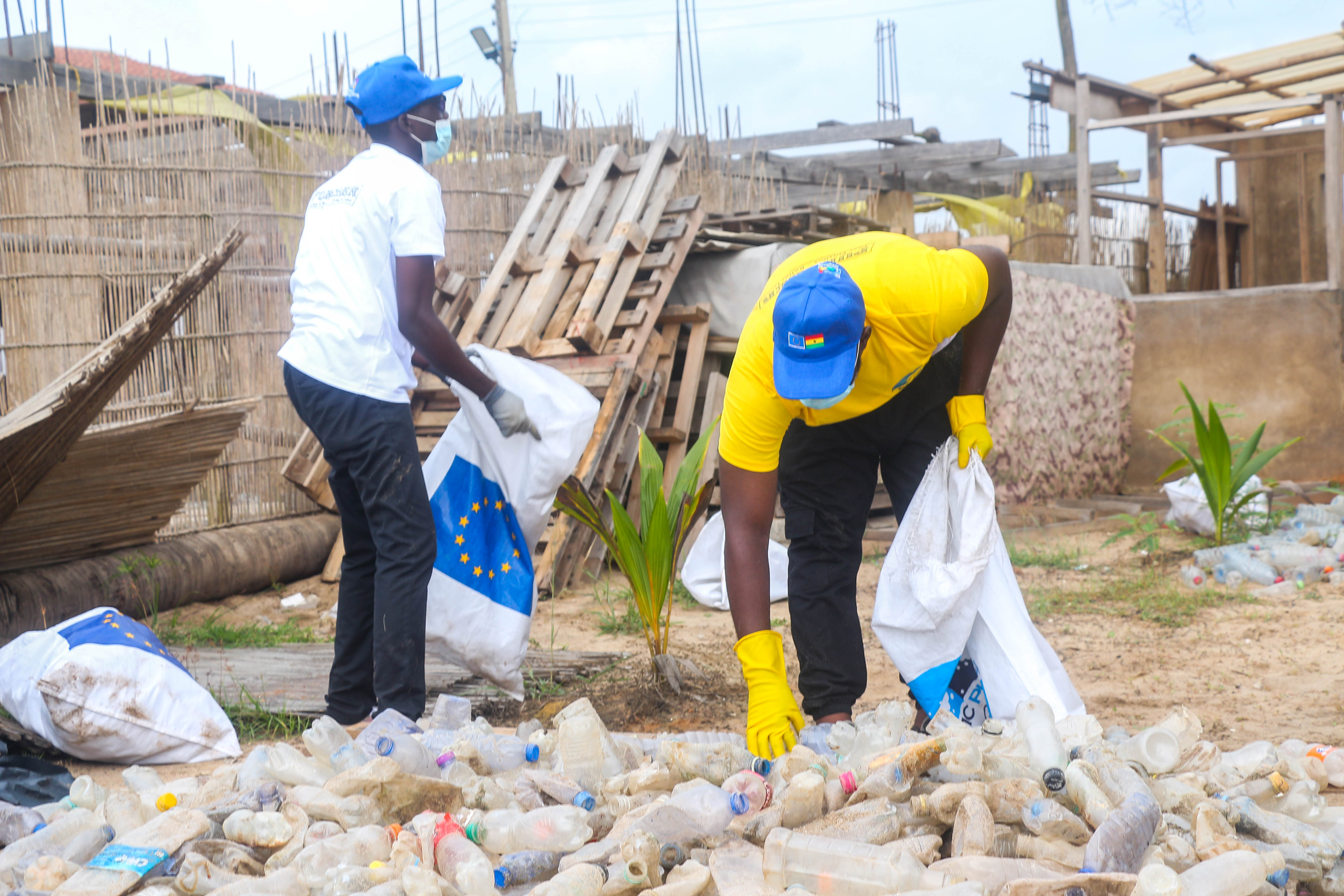
Limpeza de praia em Gana

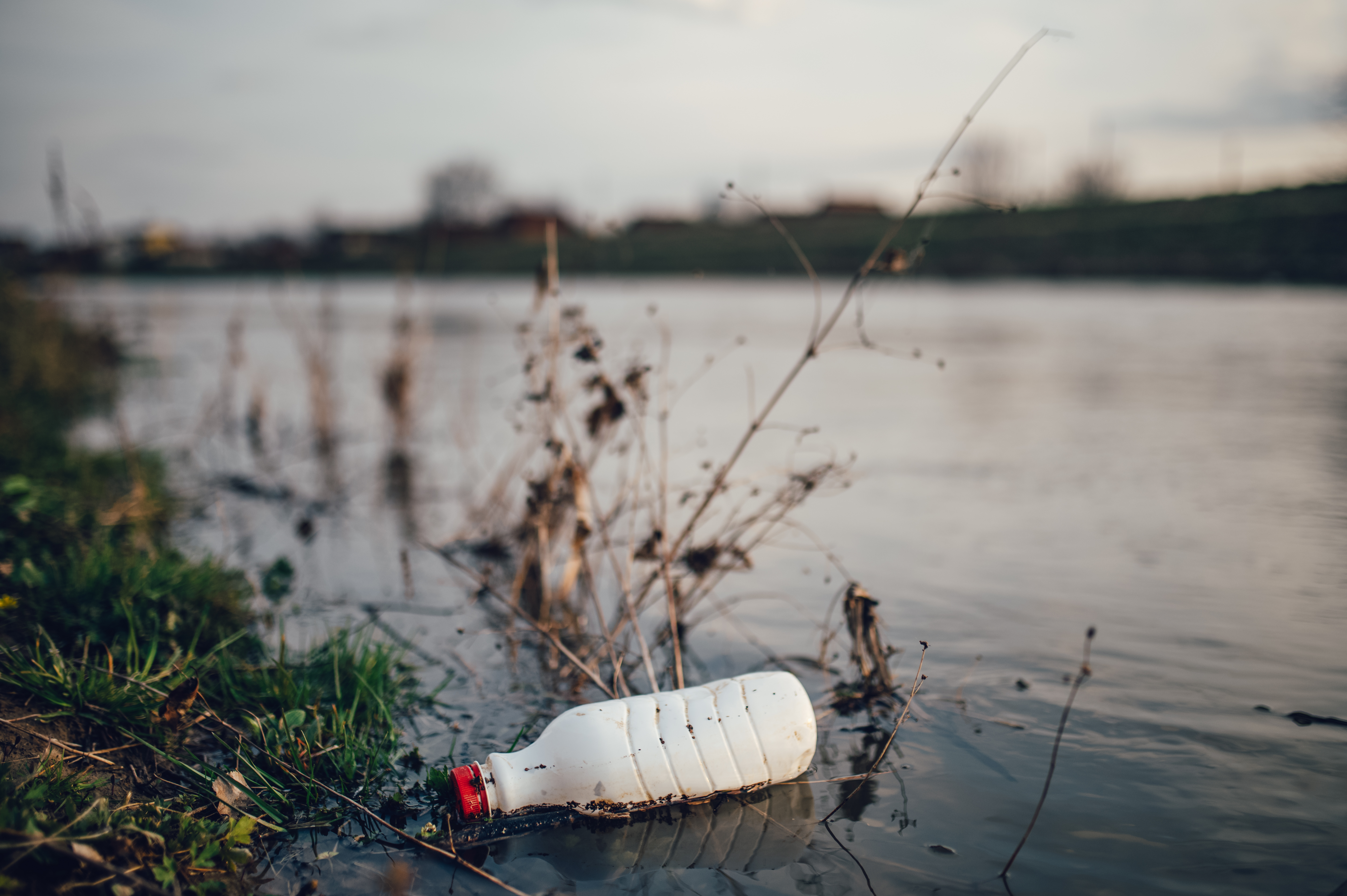
Garrafa de plástico presa na beira de um rio.

Existem três formas principais de plástico que contribuem para a poluição plástica: micro-, macro- e mega-plásticos. Os mega e microplásticos acumularam-se em maiores densidades no Hemisfério Norte, concentrados em torno de centros urbanos e frentes de água. O plástico pode ser encontrado na costa de algumas ilhas por causa das correntes que transportam os detritos. Tanto os mega quanto os macroplásticos são encontrados em embalagens, calçados e outros itens domésticos que foram lavados de navios ou descartados em aterros sanitários. Itens relacionados à pesca são mais prováveis de serem encontrados em ilhas remotas.
Os detritos plásticos são classificados como primários ou secundários. Os plásticos primários estão em sua forma original quando coletados. Exemplos disso seriam tampinhas de garrafa, pontas de cigarro e microesferas. Os plásticos secundários, por outro lado, representam plásticos menores que resultaram da degradação de plásticos primários.

### Microdetritos

Microplásticos na superfície do oceano no período 1950-2000 e projeções além, em milhões de toneladas métricas.

Os microdetritos são pedaços de plástico entre 2 mm e 5 mm de tamanho. Detritos plásticos que começam como meso ou macrodetritos podem se tornar microdetritos por meio de degradação e colisões que os quebram em pedaços menores. Microdetritos são reciclados para fazer novos itens de plástico, mas acabam facilmente liberados no meio ambiente durante a produção devido ao seu pequeno tamanho. Eles muitas vezes acabam em águas oceânicas através de rios e córregos. Os microdetritos provenientes de produtos de limpeza e cosméticos também são chamados de depuradores. Como os microdetritos e os depuradores são tão pequenos, os organismos que se alimentam de filtros geralmente os consomem.
Os microdetritos entram no oceano por meio de derramamentos durante o transporte ou de fontes terrestres. A organização sem fins lucrativos estadunidense Ocean Conservancy informou que China, Indonésia, Filipinas, Tailândia e Vietnã despejam mais plástico no mar do que todos os outros países juntos. Estima-se que 10% dos plásticos no oceano sejam microdetritos, tornando-os um dos tipos mais comuns de poluição plástica, juntamente com sacolas plásticas e recipientes de alimentos. Esses microplásticos podem se acumular nos oceanos e permitir o acúmulo de toxinas bioacumulativas persistentes, como bisfenol A, poliestireno, DDT e PCB, que são de natureza hidrofóbica e podem causar efeitos adversos à saúde.

#### Quantidades, localizações, rastreamento e correlações dos microdetritos
Um estudo de 2004 por Richard Thompson da Universidade de Plymouth, no Reino Unido, encontrou uma grande quantidade de microdetritos em praias e em águas na Europa, América, Austrália, África e Antártica. Thompson e seus associados descobriram que os pellets de plástico de fontes domésticas e industriais estavam sendo quebrados em pedaços de plástico muito menores, alguns com diâmetro menor que o do cabelo humano. Se não ingeridos, esses microdetritos flutuam em vez de serem absorvidos pelo ambiente marinho. Thompson prevê que pode haver 300 mil itens de plástico por quilômetro quadrado de superfície do mar e 100 mil partículas de plástico por quilômetro quadrado de fundo do mar. A International Pellet Watch coletou amostras de pellets de polietileno de 30 praias em 17 países que foram analisadas quanto a micropoluentes orgânicos. Verificou-se que os pellets encontrados em praias nos Estados Unidos, Vietnã e África do Sul continham compostos de pesticidas, sugerindo um alto uso de pesticidas nas áreas. Em 2020, cientistas criaram o que pode ser a primeira estimativa científica de quanto microplástico reside atualmente no fundo do mar da Terra, depois de investigar seis áreas de ~3 km de profundidade ~300 km da costa australiana. Eles descobriram que as contagens altamente variáveis de microplásticos são proporcionais ao plástico na superfície e ao ângulo da inclinação do fundo do mar. Ao calcular a massa microplástica por cm3, eles estimaram que o fundo do mar da Terra contém cerca de 14 milhões de toneladas de microplástico – cerca do dobro da quantidade estimada com base em dados de estudos anteriores – apesar de chamarem ambas as estimativas de “conservadoras”, já que as áreas costeiras são conhecidas por conter muito mais microplástico. Essas estimativas são cerca de uma a duas vezes a quantidade de plástico estimada – por Jambeck et al., 2015 – a entrar nos oceanos anualmente.

### Macrodetritos
Os detritos plásticos são classificados como macrodetritos quando são maiores que 20 milímetros. Isso inclui itens como sacolas plásticas de supermercado. Macrodetritos são frequentemente encontrados em águas oceânicas e podem ter um sério impacto sobre os organismos nativos. As redes de pesca têm sido os principais poluentes. Mesmo depois de abandonadas, elas continuam a capturar organismos marinhos e outros detritos plásticos. Eventualmente, essas redes abandonadas tornam-se muito difíceis de remover da água porque se tornam muito pesadas, chegando até 6 toneladas.

## Produção de plástico
Estima-se que 9,2 bilhões de toneladas de plástico foram produzidas entre 1950 e 2017. Mais da metade desse plástico foi produzido desde 2004. De todo o plástico descartado até agora, 14% foi incinerado e menos de 10% foi reciclado.

### Decomposição de plásticos

Tempos médios estimados de decomposição de itens típicos de detritos marinhos. Os itens de plástico são mostrados em azul.

Os próprios plásticos contribuem para aproximadamente 10% dos resíduos descartados. Muitos tipos de plásticos existem dependendo de seus precursores e do método de polimerização. Dependendo de sua composição química, plásticos e resinas apresentam propriedades variadas relacionadas à absorção e adsorção de contaminantes. A degradação do polímero leva muito mais tempo como resultado dos ambientes salinos e do efeito de resfriamento do mar. Esses fatores contribuem para a persistência de detritos plásticos em determinados ambientes. Estudos recentes mostraram que os plásticos no oceano se decompõem mais rápido do que se pensava, devido à exposição ao sol, chuva e outras condições ambientais, resultando na liberação de produtos químicos tóxicos como o bisfenol A. No entanto, devido ao aumento do volume de plásticos no oceano, a decomposição diminuiu. A Marine Conservancy previu as taxas de decomposição de vários produtos plásticos. Estima-se que um copo de plástico de espuma leve 50 anos, um porta-bebidas de plástico leve 400 anos, uma fralda descartável leve 450 anos e uma linha de pesca leve 600 anos para se degradar.

### Poluentes orgânicos persistentes
Estimou-se que a produção global de plásticos é de aproximadamente 250 mt/ano. Sua abundância foi encontrada para transportar poluentes orgânicos persistentes, também conhecidos como poluentes orgânicos persistentes (POPs). Esses poluentes têm sido associados a uma maior distribuição de algas associadas às marés vermelhas.

### Poluentes comerciais
Em 2019, o grupo Break Free From Plastic organizou mais de 70 mil voluntários em 51 países para coletar e identificar resíduos plásticos. Esses voluntários coletaram mais de "59 mil sacolas plásticas, 53 mil sachês e 29 mil garrafas plásticas", conforme relatado pelo The Guardian. Quase metade dos itens eram identificáveis por marcas de consumo. As marcas mais comuns foram Coca-Cola, Nestlé e Pepsico. De acordo com a coordenadora global da campanha do projeto Emma Priestland em 2020, a única maneira de resolver o problema é interromper a produção de plástico de uso único e usar produtos reutilizáveis. A China é o maior consumidor de plásticos descartáveis.
A Coca-Cola respondeu que "mais de 20% do nosso portfólio vem em embalagens de refil ou de fonte", que estão diminuindo a quantidade de plástico nas embalagens secundárias.
A Nestlé respondeu que 87% de suas embalagens e 66% de suas embalagens plásticas podem ser reutilizadas ou recicladas e até 2025 querem torná-las 100%. Até esse ano eles querem reduzir o consumo de plástico virgem em um terço.
A Pepsico respondeu que eles querem diminuir o "plástico virgem em nosso negócio de bebidas em 35% até 2025" e também expandir as práticas de reutilização e recarga, o que deve evitar 67 bilhões de garrafas de uso único até 2025.

## Principais países poluidores de plástico

Parcela de resíduos plásticos que são gerenciados inadequadamente

Resíduos plásticos mal administrados per capita (em quilogramas por pessoa por dia)

A Academia Nacional de Ciências dos Estados Unidos estimou em 2022 que a entrada mundial de plástico no oceano foi de 8 milhões de toneladas métricas de plástico por ano. Um estudo de 2021 da The Ocean Cleanup estimou que os rios transportam entre 0,8 e 2,7 milhões de toneladas métricas de plástico para o oceano e classificou os países desses rios. Os dez primeiros foram, do mais para o menos: Filipinas, Índia, Malásia, China, Indonésia, Mianmar, Brasil, Vietnã, Bangladesh e Tailândia.

### Poluidores de resíduos plásticos mal administrados
Principais poluidores de resíduos plásticos mal administrados
Em 2018, aproximadamente 513 milhões de toneladas de plásticos acabam nos oceanos todos os anos, dos quais 83,1% são dos seguintes 20 países: em primeiro lugar está a China, que é o poluidor de resíduos plásticos que mais mal administra seus resíduos, deixando no mar 27,7% do total mundial; em segundo vem a Indonésia com 10,1%; em terceiro as Filipinas com 5,9%; em quarto o Vietnã com 5,8%; em quint o Sri Lanka 5,0%; em sexto a Tailândia com 3,2%; em sétimo o Egito com 3,0%; em oitavo Malásia com 2,9%; em nono a Nigéria com 2,7%; em décimo Bangladesh com 2,5%; na décimo primeiro a África do Sul com 2,0%; em décimo segundo a Índia com 1,9%; em décimo terceiro a Argélia com 1,6%; em décimo quarto a  Turquia com 1,5%; em décimo quinto o Paquistão com 1,5%; em décimo sexto o Brasil com 1,5%; em décimo sétimo Mianmar com 1,4%; em décimo oitavo o Marrocos com 1,0%; em décimo nono a Coreia do Norte com 1,0% e em vigésimo lugar os Estados Unidos com 0,9%. O resto dos países do mundo combinados respodem por 16,9% dos resíduos plásticos nos oceanos, de acordo com um estudo publicado pela Science em 2015.
Todos os países da União Europeia combinados ocupariam o décimo oitavo lugar na lista.
Em 2020, um novo estudo revisou a potencial contribuição dos Estados Unidos na quantidade de plásticos nos oceanos em 2016. Estima-se que 0,15-0,99 toneladas métricas anuais foram mal administradas nos países para os quais os EUA exportavam plásticos para reciclagem, e 0,14 e 0,41 toneladas métricas foram despejadas ilegalmente nos próprios EUA. Assim, a quantidade de plástico gerado nos EUA estimada para entrar no ambiente oceânico pode chegar a 1,45 Mt, colocando os EUA atrás da Indonésia e da Índia em poluição oceânica, ou tão baixo quanto 0,51 Mt, colocando os EUA atrás da Indonésia, Índia, Tailândia, China, Brasil, Filipinas, Egito, Japão, Rússia e Vietnã. Desde 2016, a China deixou de importar plásticos para reciclagem e desde 2019 tratados internacionais assinados por 187 países restringiram a exportação de plásticos para reciclagem.
Um estudo de 2019 calculou os resíduos plásticos mal administrados, em milhões de toneladas métricas (Mt) por ano:
- 52 Mt – Ásia
- 17 Mt – África
- 7,9 Mt – América Latina e Caribe
- 3,3 Mt - Europa
- 0,3 Mt – EUA e Canadá
- 0,1 Mt – Oceania (Austrália, Nova Zelândia, etc. ) [58]

### Poluidores totais de resíduos plásticos
Cerca de 275 milhões de toneladas de resíduos plásticos são gerados a cada ano em todo o mundo; entre 4,8 milhões e 12,7 milhões de toneladas são despejadas no mar. Cerca de 60% dos resíduos plásticos no oceano vêm dos 5 principais países a seguir. A tabela abaixo lista os 20 principais países poluidores de resíduos plásticos em 2010, de acordo com um estudo publicado pela Science, Jambeck et al (2015).  
| Posição | País            | Poluição plástica (em 1000 toneladas por ano) |
| ------- | --------------- | --------------------------------------------- |
| 1       | China           | 8820                                          |
| 2       | Indonésia       | 3220                                          |
| 3       | Filipinas       | 1880                                          |
| 4       | Vietnã          | 1830                                          |
| 5       | Sri Lanka       | 1590                                          |
| 6       | Tailândia       | 1030                                          |
| 7       | Egito           | 970                                           |
| 8       | Malásia         | 940                                           |
| 9       | Nigéria         | 850                                           |
| 10      | Bangladesh      | 790                                           |
| 11      | África do Sul   | 630                                           |
| 12      | Índia           | 600                                           |
| 13      | Argélia         | 520                                           |
| 14      | Peru            | 490                                           |
| 15      | Paquistão       | 480                                           |
| 16      | Brasil          | 470                                           |
| 17      | Mianmar         | 460                                           |
| 18      | Marrocos        | 310                                           |
| 19      | Coréia do Norte | 300                                           |
| 20      | Estados Unidos  | 280                                           |

Todos os países da União Europeia combinados ocupariam o décimo oitavo lugar na lista.
Em um estudo publicado pela Environmental Science &amp; Technology, Schmidt et al (2017) calcularam que 10 rios: dois na África (Nilo e Níger) e oito na Ásia (Ganges, Indo, Amarelo, Yangtze, Hai He, Pérola, Mekong e Amur) "transportam 88-95% da carga global de plásticos para o mar".
As ilhas do Caribe são os maiores poluidores de plástico per capita do mundo. Trinidad e Tobago produz 1,5 quilo de lixo per capita por dia, é o maior poluidor de plástico per capita do mundo. Pelo menos 0,19 kg por pessoa por dia de detritos plásticos de Trinidad e Tobago acabam no oceano, ou, por exemplo, Santa Lúcia, que gera mais de quatro vezes a quantidade de resíduos plásticos per capita que a China e é responsável por 1,2 vezes mais resíduos plásticos descartados inadequadamente per capita do que a China. Dos trinta maiores poluidores globais per capita, dez são da região do Caribe. São eles Trinidad e Tobago, Antígua e Barbuda, Saint Kitts e Nevis, Guiana, Barbados, Santa Lúcia, Bahamas, Granada, Anguilla e Aruba, segundo um conjunto de estudos resumidos por Forbes (2019).

## Efeitos

### Efeitos no meio ambiente
A distribuição de detritos plásticos é altamente variável por conta de certos fatores, como vento e correntes oceânicas, geografia do litoral, áreas urbanas e rotas comerciais. A população humana em certas áreas também desempenha um grande papel nisso. É mais provável que os plásticos sejam encontrados em regiões fechadas, como o Caribe. Serve como meio de distribuição de organismos para costas remotas que não são seus ambientes nativos. Isso poderia potencialmente aumentar a variabilidade e dispersão de organismos em áreas específicas que são menos diversificadas biologicamente. Os plásticos também podem ser usados como vetores de contaminantes químicos, como poluentes orgânicos persistentes e metais pesados.
A poluição plástica também afetou muito negativamente nosso meio ambiente. “A poluição é significativa e generalizada, com detritos plásticos encontrados até nas áreas costeiras mais remotas e em todos os habitats marinhos”.
Em janeiro de 2022, um grupo de cientistas definiu um limite planetário para poluição, incluindo poluição plástica, e descobriu que ele já foi ultrapassado. De acordo com a coautora Patricia Villarubia-Gómez, do Centro de Resiliência de Estocolmo, "houve um aumento de 50 vezes na produção de produtos químicos desde 1950. Isso é projetado para triplicar novamente até 2050". Existem pelo menos 350 mil produtos químicos artificiais no mundo. Eles têm principalmente "efeitos negativos na saúde planetária". O plástico sozinho contém mais de 10 mil produtos químicos e cria grandes problemas. Os pesquisadores estão pedindo o limite da produção química e a mudança para a economia circular, ou seja, para produtos que podem ser reutilizados e reciclados.
No ambiente marinho, a poluição plástica causa "emaranhamento, efeitos toxicológicos através da ingestão de plásticos, asfixia, fome, dispersão de organismos, provisão de novos habitats e introdução de espécies invasoras são efeitos ecológicos significativos com ameaças crescentes à biodiversidade e relacionamentos tróficos. A degradação (mudanças no estado do ecossistema) e as modificações dos sistemas marinhos estão associadas à sua perda de serviços e valores. Consequentemente, esse contaminante emergente afeta os aspectos socioeconômicos por meio de impactos negativos no turismo, pesca, navegação e saúde humana".

#### Poluição plástica como causa das mudanças climáticas
Em 2019 foi publicado um novo relatório chamado “Plástico e Clima”. De acordo com o relatório, em 2019, a produção e a incineração de plástico contribuirão com gases de efeito estufa no equivalente a 850 milhões de toneladas de dióxido de carbono para a atmosfera. Na tendência atual, as emissões anuais dessas fontes crescerão para 1,34 bilhão de toneladas até 2030. Em 2050, o plástico poderá emitir 56 bilhões de toneladas de gases de efeito estufa, até 14% da quota de carbono restante da Terra. Em 2100, emitirá 260 bilhões de toneladas, mais da metade da quota de carbono. São emissões da produção, transporte, incineração, mas também há liberação de metano e efeitos no fitoplâncton.

### Efeitos do plástico na terra
A poluição plástica na terra representa uma ameaça para as plantas e animais – incluindo os humanos. As estimativas da quantidade de concentração de plástico em terra são entre quatro e vinte e três vezes a do oceano. A quantidade de plástico suspensa na terra é maior e mais concentrada do que na água. Os resíduos plásticos mal administrados variam de 60% no leste da Ásia e no Pacífico a 1% na América do Norte. A porcentagem de resíduos plásticos mal administrados que chegam ao oceano anualmente e se tornam detritos marinhos plásticos está entre um terço e metade do total de resíduos mal administrados naquele ano.
Em 2021, um relatório realizado pela FAO afirmou que o plástico é frequentemente usado na agricultura. Há mais plástico no solo do que nos oceanos. A presença de plástico no meio ambiente prejudica os ecossistemas e a saúde humana e representa uma ameaça à segurança alimentar. O plástico clorado pode liberar substâncias químicas nocivas no solo ao redor, que podem se infiltrar nas águas subterrâneas ou em outras fontes de água circundantes e também no ecossistema do mundo.

#### Efeito em inundações

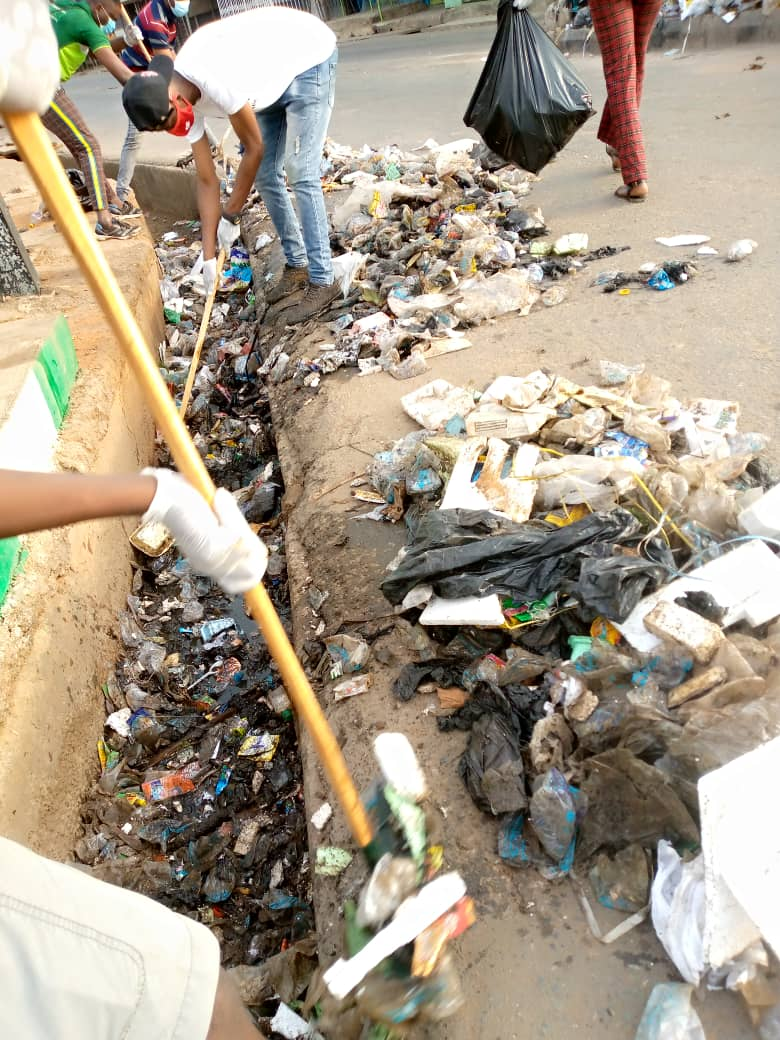
Voluntários limpando sarjetas em Ilorin, Nigéria, durante um dia de saneamento voluntário. Mesmo quando há infraestrutura adequada para saneamento, a poluição plástica pode impedir a drenagem e o fluxo de esgoto.

Resíduos de plástico podem entupir bueiros, o que pode aumentar os danos causados pelas inundações, principalmente em áreas urbanas. Por exemplo, em Bangkok, na Tailândia, o risco de inundação aumenta substancialmente devido aos resíduos plásticos que entopem o sistema de esgoto já sobrecarregado.

#### Na água da torneira
Um estudo de 2017 descobriu que 83% das amostras de água da torneira coletadas em todo o mundo continham poluentes plásticos. Este foi o primeiro estudo com foco na poluição global da água potável com plásticos e mostrou que, com uma taxa de contaminação de 94%, a água da torneira nos Estados Unidos era a mais poluída, seguida pelo Líbano e Índia. Países europeus como Reino Unido, Alemanha e França tiveram a menor taxa de contaminação, embora ainda tão alta quanto 72%. Isso significa que as pessoas podem estar ingerindo entre 3 mil e 4 mil micropartículas de plástico da água da torneira por ano. A análise encontrou partículas de mais de 2,5 mícrons de tamanho, que é 2,5 mil vezes maior que um nanômetro. Atualmente, não está claro se essa contaminação está afetando a saúde humana, mas se a água também conter poluentes de nanopartículas, pode haver impactos adversos no bem-estar humano, de acordo com cientistas associados ao estudo.
No entanto, a poluição da água da torneira por plástico permanece pouco estudada, assim como as ligações de como a poluição é transferida entre humanos, ar, água e solo.

#### Nos ecossistemas terrestres
Os resíduos plásticos mal administrados levam o plástico a entrar direta ou indiretamente nos ecossistemas terrestres. Houve um aumento significativo da poluição microplástica devido ao mau manuseio e descarte de materiais plásticos. Em particular, a poluição plástica na forma de microplásticos agora pode ser encontrada extensivamente no solo. Entra no solo fixando-se na superfície e, eventualmente, penetrando no subsolo. Esses microplásticos encontram seu caminho em plantas e animais.
Efluentes e lamas de águas residuais contêm grandes quantidades de plásticos. As estações de tratamento de águas residuais não têm um processo de tratamento para remover microplásticos, o que resulta na transferência de plásticos para a água e o solo quando efluentes e lodos são aplicados na terra para fins agrícolas. Vários pesquisadores descobriram microfibras de plástico que são liberadas quando lã e outros tecidos de poliéster são limpos em máquinas de lavar. Essas fibras podem ser transferidas através de efluentes para o solo que polui os ambientes do solo.
O aumento da poluição plástica e microplástica nos solos pode causar impactos adversos nas plantas e microorganismos, que por sua vez podem afetar a fertilidade do solo. Os microplásticos afetam os ecossistemas do solo que são importantes para o crescimento das plantas. As plantas são importantes para o meio ambiente e os ecossistemas, de modo que os plásticos são prejudiciais às plantas e organismos que vivem nesses ecossistemas.
Os microplásticos alteram as propriedades biofísicas que afetam a qualidade do solo. Isso afeta a atividade biológica, a biodiversidade e a saúde das plantas. Microplásticos no solo alteram o crescimento de uma planta, diminui a germinação das plântulas, afeta o número de folhas, o diâmetro do caule e o teor de clorofila nessas plantas.
Os microplásticos no solo são um risco não apenas para a biodiversidade do solo, mas também para a segurança alimentar e a saúde humana. A biodiversidade do solo é importante para o crescimento das plantas nas indústrias agrícolas. Atividades agrícolas, como cobertura de plástico e aplicação de resíduos urbanos, contribuem para a poluição microplástica no solo. Solos modificados pelo homem são comumente usados para melhorar a produtividade das culturas, mas os efeitos são mais prejudiciais do que úteis.
Os plásticos também liberam produtos químicos tóxicos no meio ambiente e causam danos físicos, químicos e biológicos aos organismos. A ingestão de plástico não apenas leva à morte de animais por obstrução intestinal, mas também pode percorrer a cadeia alimentar que afeta os seres humanos.

### Efeitos do plástico nos oceanos e aves marinhas

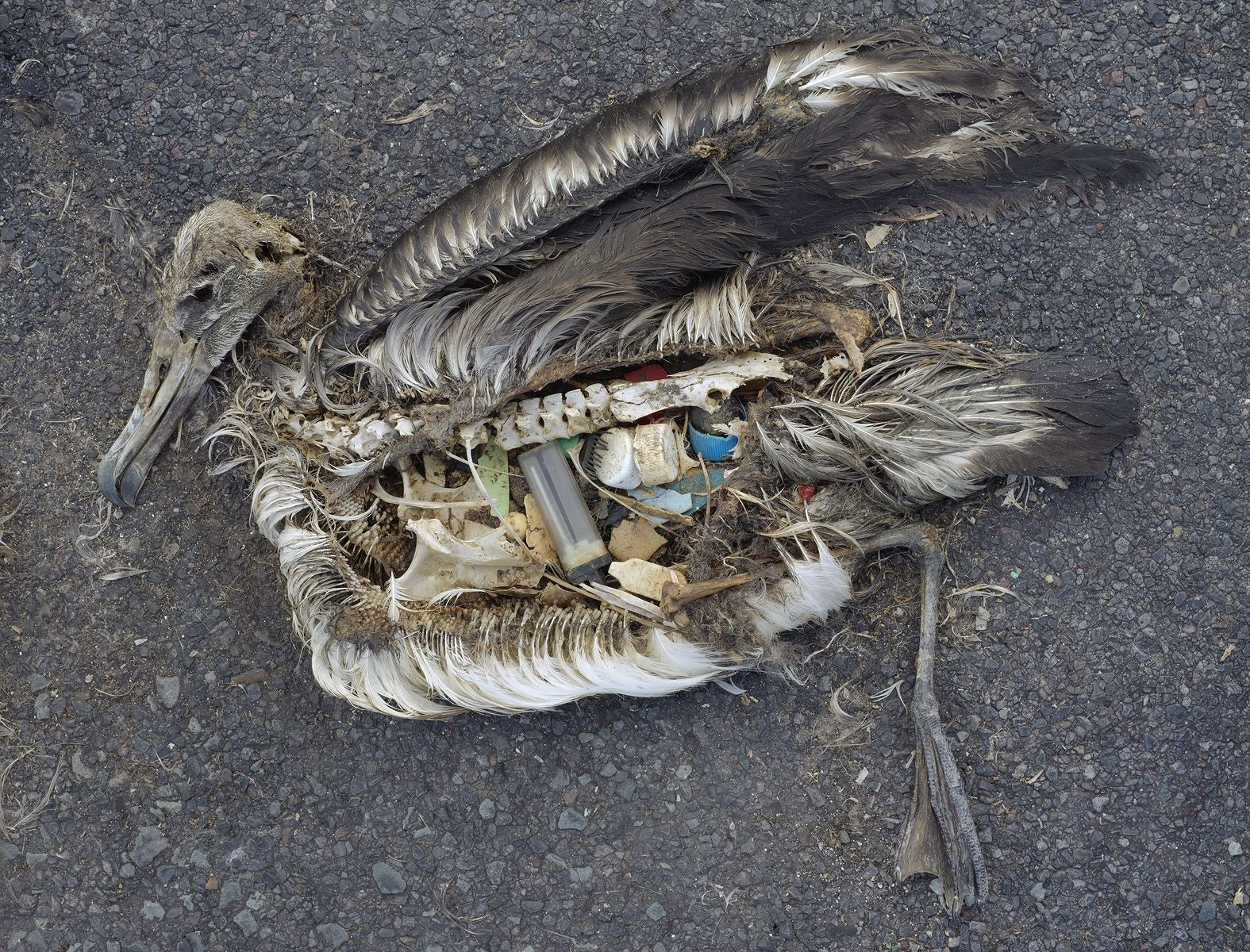
O conteúdo estomacal inalterado de um filhote de albatroz morto fotografado no Refúgio Nacional de Vida Selvagem do Atol Midway, no Pacífico, em setembro de 2009, inclui detritos marinhos de plástico alimentados pelo filhote por seus pais

A vida marinha é uma das mais afetadas pela poluição plástica, que coloca a vida dos animais em perigo e está em constante risco de extinção. Animais selvagens marinhos como aves marinhas, baleias, peixes e tartarugas confundem resíduos plásticos com presas; a maioria morre de fome quando seus estômagos ficam cheios de plástico. Eles também sofrem de lacerações, infecções, capacidade reduzida de nadar e lesões internas. A vida selvagem marinha danificada está sendo afetada e prejudicada pela poluição plástica. "Globalmente, 100 mil mamíferos marinhos morrem todos os anos como resultado da poluição plástica. Isso inclui baleias, golfinhos, botos, focas e leões marinhos".

### Efeitos sobre os ecossistemas de água doce
A pesquisa sobre a poluição plástica de água doce tem sido amplamente ignorada nos ecossistemas marinhos, compreendendo apenas 13% dos artigos publicados sobre o tema.
Os plásticos entram em corpos de água doce, aquíferos subterrâneos e em movimento de água doce através do escoamento e erosão de resíduos plásticos mal administrados (RPMA). Em algumas áreas, o descarte direto de resíduos nos rios é um fator remanescente de práticas históricas e tem sido apenas um pouco limitado pela legislação moderna. Os rios são o principal transporte de plásticos para os ecossistemas marinhos, fornecendo potencialmente 80% da poluição plástica nos oceanos. Pesquisas sobre as dez principais bacias hidrográficas classificadas por quantidade anual de RPMA mostraram que alguns rios contribuem com até 88-95% dos plásticos oceânicos, sendo o mais alto o rio Yangtze no Mar da China Oriental. Os rios asiáticos contribuem com quase 67% dos resíduos plásticos encontrados no oceano anualmente, em grande parte influenciados pelas populações costeiras de alta densidade em todo o continente, bem como por períodos relativamente intensos de chuvas sazonais.

#### Impactos na biodiversidade de água doce

##### Invertebrados
Um estudo analisando a ingestão de plásticos em uma variedade de experimentos publicados anteriormente mostrou que das 206 espécies cobertas, a maioria dos artigos documentou a ingestão em peixes. Isso não significa que os peixes ingerem mais plástico do que outros organismos, mas destaca a sub-representação dos efeitos do plástico em organismos igualmente importantes, como plantas aquáticas, anfíbios e invertebrados. Apesar dessa disparidade, experimentos controlados analisando o impacto de microplásticos em plantas aquáticas como a alga Chlorella spp e a lentilha-d'água comum Lemna minor produziram resultados significativos. Entre os microplásticos de polipropileno (PP) e policloreto de vinila (PVC), o PVC demonstrou maior toxicidade à Chlorella pyrenoidosa, impactando negativamente em sua capacidade fotossintética. Este efeito na fotossíntese é provavelmente devido à redução de 60% das algas de clorofila a associadas às altas concentrações de PVC encontradas no mesmo estudo. Ao analisar o efeito de microesferas de polietileno (origem: esfoliantes cosméticos) na macrófita aquática L. minor, nenhum efeito sobre pigmentos fotossintéticos e produtividade foi encontrado, mas o crescimento radicular e a viabilidade das células radiculares diminuíram. Esses resultados são preocupantes, pois plantas e algas são essenciais para a ciclagem de nutrientes e gases dentro de um sistema aquático e têm a capacidade de criar mudanças significativas na composição da água devido à sua densidade. Os crustáceos também foram analisados por sua resposta à presença de plástico. Há provas de que crustáceos de água doce, especificamente caranguejos e lagostins europeus, sofrem enredamento em redes fantasmas de poliamida usadas na pesca do lago. Quando exposta a nanopartículas plásticas de poliestireno, Daphnia galeata (pulga d'água comum) teve uma sobrevivência reduzida em 48 horas, bem como problemas reprodutivos. Durante um período de 5 dias, a quantidade de Daphnia fecundadas diminuiu quase 50%, e menos de 20% dos embriões expostos sobreviveram sem repercussões imediatas.

##### Vertebrados
A exposição ao plástico em anfíbios tem sido estudada principalmente na fase da adolescência, quando os sujeitos do teste ainda são dependentes de um ambiente aquático onde pode ser mais fácil manipular as variáveis experimentalmente. Estudos em um sapo comum de água doce da América do Sul, Physalaemus cuvieri, indicaram que os plásticos podem ter o potencial de induzir alterações morfológicas mutagênicas e citotóxicas. Muito mais pesquisas precisam ser feitas sobre a resposta dos anfíbios à poluição plástica, especialmente porque os anfíbios podem servir como espécies indicadoras iniciais de declínio ambiental. Há muito se sabe que mamíferos e aves de água doce têm interações negativas com a poluição plástica, muitas vezes resultando em emaranhamento ou asfixia após a ingestão. Embora tenha sido observada inflamação no trato gastrointestinal em ambos os grupos, infelizmente há poucos ou nenhum dado sobre os efeitos toxicológicos dos poluentes plásticos nesses organismos. Os peixes têm sido os mais estudados em relação à poluição plástica em organismos de água doce, com a maioria dos estudos indicando evidências de ingestão de plástico em amostras capturadas na natureza e espécimes de laboratório. Houve algumas tentativas de analisar a letalidade de plásticos em uma espécie modelo comum de água doce, Danio rerio, também conhecido como peixe-zebra. O aumento da produção de muco e a resposta à inflamação no tubo digestivo de D. rerio foram observados, mas, além disso, os pesquisadores notaram uma mudança distinta nas comunidades microbianas dentro do microbioma intestinal do peixe-zebra. Essa descoberta é significativa, pois as pesquisas nas últimas décadas revelaram cada vez mais quanto poder os microbiomas intestinais têm em relação à absorção de nutrientes e aos sistemas endócrinos de seus hospedeiros.

### Efeitos em humanos

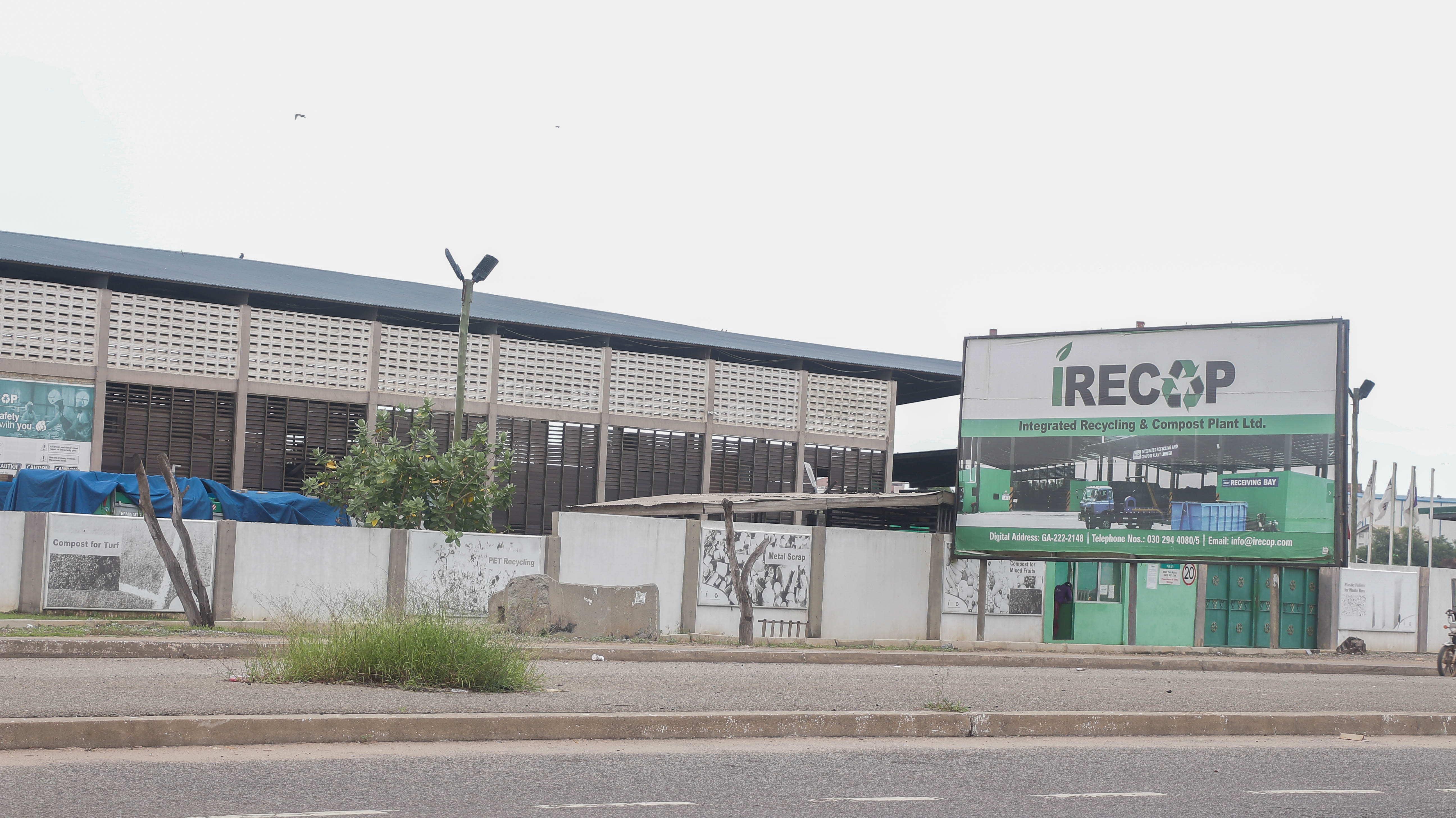
Local de de reciclagem de lixo em Gana

Os compostos usados na fabricação poluem o meio ambiente liberando produtos químicos no ar e na água. Alguns compostos que são usados em plásticos, como ftalatos, bisfenol A (BRA), éter difenílico polibromado (PBDE), são considerados muito prejudiciais. Embora esses compostos não sejam seguros, eles têm sido usados na fabricação de embalagens de alimentos, dispositivos médicos, materiais para pisos, garrafas, perfumes, cosméticos e muito mais. A inalação de microplásticos (MPs) demonstrou ser um dos principais contribuintes para a absorção de MP em humanos. MPs na forma de partículas de poeira circulam constantemente através de sistemas de ventilação e ar condicionado em ambientes internos. A grande dosagem desses compostos é perigosa para os seres humanos, destruindo o sistema endócrino. O BRA imita o hormônio feminino chamado estrogênio. O PBD destrói e causa danos aos hormônios da tireóide, que são glândulas hormonais vitais que desempenham um papel importante no metabolismo, crescimento e desenvolvimento do corpo humano. MPs também podem ter um efeito prejudicial no sucesso reprodutivo masculino. MPs como o BPA podem interferir na biossíntese de esteroides no sistema endócrino masculino e nos estágios iniciais da espermatogênese. MPs em homens também podem criar estresse oxidativo e danos ao DNA nos espermatozoides, causando redução da viabilidade do esperma.
Embora o nível de exposição a esses produtos químicos varie dependendo da idade e da geografia, a maioria dos humanos experimenta exposição simultânea a muitos desses produtos químicos. Os níveis médios de exposição diária estão abaixo dos níveis considerados inseguros, mas mais pesquisas precisam ser feitas sobre os efeitos da exposição a baixas doses em humanos e ainda pouco se sabe sobre quão severamente os humanos são fisicamente afetados. Alguns dos produtos químicos usados na produção de plásticos podem causar dermatite em contato com a pele humana. Em muitos plásticos, esses produtos químicos tóxicos são usados apenas em pequenas quantidades, mas muitas vezes são necessários testes significativos para garantir que os elementos tóxicos estejam contidos no plástico por material inerte ou polímero. Crianças e mulheres durante a idade reprodutiva estão em maior risco e mais propensas a danificar seu sistema imunológico e reprodutivo por esses produtos químicos que desregulam os hormônios. Produtos para gravidez e amamentação, como mamadeiras, chupetas e utensílios de plástico para alimentação, colocam bebês e crianças em um risco muito alto de exposição.
A saúde humana também foi impactada negativamente pela poluição plástica. "Quase um terço dos locais de águas subterrâneas nos Estados Unidos contém BPA. O BPA é prejudicial em concentrações muito baixas, pois interfere com nossos hormônios e sistemas reprodutivos." Um estudo de 2022 publicado na revista holandesa Environment International encontrou microplástico no sangue de 80% das pessoas testadas no estudo, e esse microplástico tem o potencial de ser incorporado em órgãos humanos. Devido à difusão dos produtos plásticos, a maior parte da população humana está constantemente exposta aos componentes químicos dos plásticos. Nos Estados Unidos, 95% dos adultos apresentaram níveis detectáveis de BPA na urina. A exposição a produtos químicos, como o BPA, foi correlacionada a interrupções na fertilidade, reprodução, maturação sexual e outros efeitos à saúde.
O bisfenol A afeta a expressão gênica relacionada ao eixo do hormônio tireoidiano, que afeta funções biológicas como metabolismo e desenvolvimento. O BPA pode diminuir a atividade do receptor do hormônio tireoidiano (TR) aumentando a atividade do correpressor transcricional do TR. Isso então diminui o nível de proteínas de ligação ao hormônio da tireoide que se ligam à triiodotironina. Ao afetar o eixo do hormônio tireoidiano, a exposição ao BPA pode levar ao hipotireoidismo.
O BPA pode perturbar os níveis normais e fisiológicos dos hormônios sexuais. Ele faz isso ligando-se a globulinas que normalmente se ligam a hormônios sexuais, como andrógenos e estrogênios, levando à ruptura do equilíbrio entre os dois. O BPA também pode afetar o metabolismo ou o catabolismo dos hormônios sexuais. Frequentemente, age como um antiandrógeno ou estrogênio, o que pode causar interrupções no desenvolvimento gonadal e na produção de esperma.

## Esforços de redução

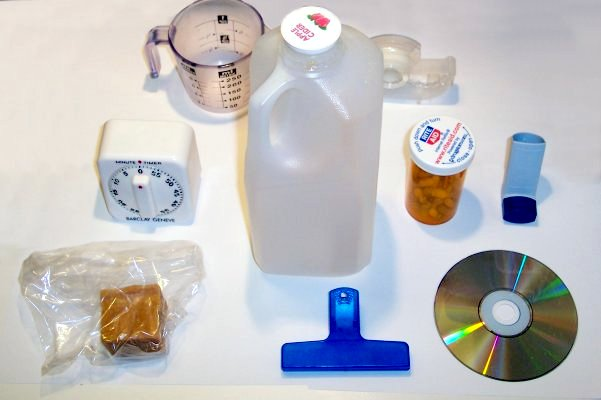
Utensílios domésticos feitos de vários tipos de plástico.

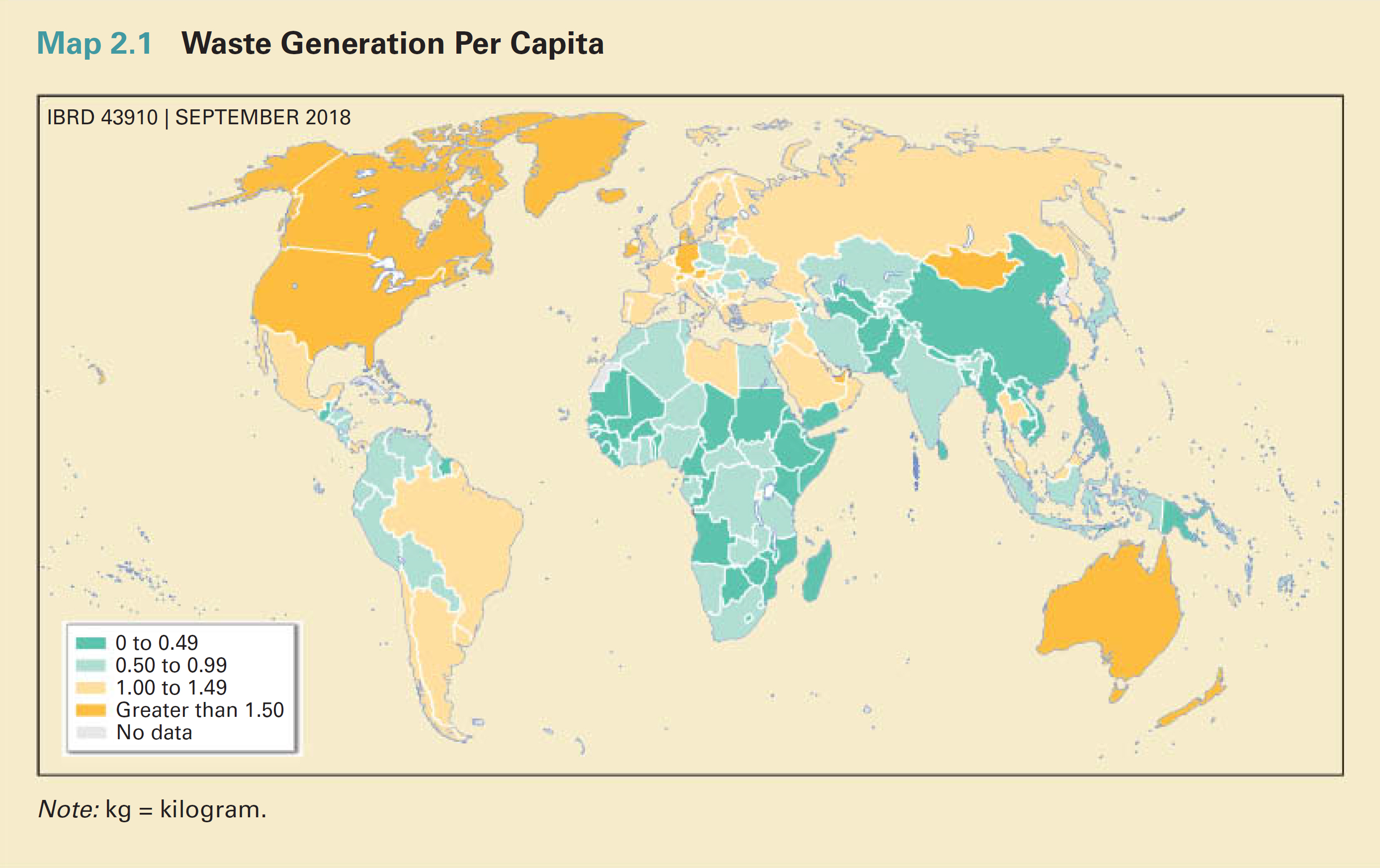
Geração de resíduos, medida em quilogramas por pessoa por dia

Esforços para reduzir o uso de plásticos, promover a reciclagem e reduzir resíduos mal administrados ocorreram ou estão em andamento. A primeira revisão científica na literatura acadêmica profissional sobre a poluição plástica global descobriu que a resposta racional à "ameaça global" seria "reduções no consumo de materiais plásticos virgens, juntamente com estratégias coordenadas internacionalmente para gerenciamento de resíduos" - como a proibição exportação de resíduos plásticos, a menos que conduza a uma melhor reciclagem – e descreve o estado do conhecimento sobre os impactos "pouco reversíveis" que são uma das razões para a sua redução.
Alguns supermercados cobram de seus clientes por sacolas plásticas e, em alguns lugares, materiais reutilizáveis ou biodegradáveis mais eficientes estão sendo usados no lugar dos plásticos. Algumas comunidades e empresas proibiram alguns itens de plástico comumente usados, como água engarrafada e sacolas plásticas. Algumas organizações não governamentais lançaram esquemas voluntários de redução de plástico, como certificados que podem ser adaptados por restaurantes para serem reconhecidos como ecologicamente corretos entre os clientes.
Em 2 de março de 2022, em Nairóbi, no Quênia, representantes de 175 países se comprometeram a criar um acordo juridicamente vinculativo para acabar com a poluição plástica. O acordo deve abordar todo o ciclo de vida do plástico e propor alternativas, incluindo a reutilização. Foi criado um Comitê Intergovernamental de Negociação (INC) que deve conceber o acordo até o final do ano de 2024. O acordo deve facilitar a transição para uma economia circular. Inger Andersen, diretora executiva do Programa das Nações Unidas para o Meio Ambiente (PNUMA) chamou a decisão de "um triunfo do planeta Terra sobre os plásticos de uso único".

### Plásticos biodegradáveis e degradáveis
O uso de plásticos biodegradáveis tem muitas vantagens e desvantagens. Biodegradáveis são biopolímeros que se degradam em composteiras industriais. Os biodegradáveis não se degradam tão eficientemente em composteiras domésticas e, durante esse processo mais lento, pode ser emitido gás metano.
Existem também outros tipos de materiais degradáveis que não são considerados biopolímeros, por serem à base de óleo, semelhantes a outros plásticos convencionais. Esses plásticos são feitos para serem mais degradáveis através do uso de diferentes aditivos, que os ajudam a se degradar quando expostos a raios UV ou outros estressores físicos. ainda, aditivos promotores de biodegradação para polímeros demonstraram não aumentar significativamente a biodegradação.
Embora os plásticos biodegradáveis e degradáveis tenham ajudado a reduzir a poluição plástica, existem algumas desvantagens. Uma questão relativa a ambos os tipos de plásticos é que eles não se decompõem de forma muito eficiente em ambientes naturais. Lá, os plásticos degradáveis à base de óleo podem se decompor em frações menores, ao ponto em que não se degradam mais.
Uma comissão parlamentar do Reino Unido também descobriu que os plásticos compostáveis e biodegradáveis podem aumentar a poluição marinha porque há falta de infraestrutura para lidar com esses novos tipos de plástico, bem como falta de entendimento sobre eles por parte dos consumidores. Por exemplo, esses plásticos precisam ser enviados para instalações de compostagem industrial para se degradarem adequadamente, mas não existe um sistema adequado para garantir que os resíduos cheguem a essas instalações. O comitê recomendou, portanto, reduzir a quantidade de plástico usado em vez de introduzir novos tipos de plástico no mercado.
Também vale a pena notar a evolução de novas enzimas que permitem que microorganismos que vivem em locais poluídos digerem plástico normal e difícil de degradar. Um estudo de 2021 procurando homólogos de 95 enzimas degradantes de plástico conhecidas, abrangendo 17 tipos de plástico, encontrou mais 30 mil enzimas possíveis. Apesar de sua aparente onipresença, não há evidências atuais de que essas novas enzimas estejam quebrando qualquer quantidade significativa de plástico para reduzir a poluição.

### Incineração
Até 60% dos equipamentos médicos de plástico usados são incinerados em vez de depositados em um aterro sanitário como medida de precaução para diminuir a transmissão de doenças. Isso permitiu uma grande diminuição na quantidade de resíduos plásticos provenientes de equipamentos médicos.
Em larga escala, plásticos, papel e outros materiais fornecem combustível útil às usinas de transformação de resíduos em energia. Cerca de 12% do total de plástico produzido foi incinerado. Muitos estudos têm sido feitos sobre as emissões gasosas resultantes do processo de incineração. Plásticos incinerados liberam uma série de toxinas no processo de queima, incluindo dioxinas, furanos, mercúrio e bifenilos policlorados. Quando queimado fora de instalações projetadas para coletar ou processar as toxinas, isso pode ter efeitos significativos na saúde e criar poluição atmosférica significativa.

### Política

Parcela de resíduos plásticos gerenciados inadequadamente (2010)

Parcela projetada de resíduos plásticos gerenciados inadequadamente por país (2025)

Agências como a Agência de Proteção Ambiental e a Food and Drug Administration dos Estados Unidos geralmente não avaliam a segurança de novos produtos químicos até que um efeito colateral negativo seja mostrado. Uma vez que eles suspeitam que um produto químico pode ser tóxico, ele é estudado para determinar a dose de referência humana, que é determinada como o menor nível de efeito adverso observável. Durante esses estudos, uma dose alta é testada para ver se causa algum efeito adverso à saúde e, se não causar, doses mais baixas também são consideradas seguras. Isso não leva em conta o fato de que, com alguns produtos químicos encontrados em plásticos, como o BPA, doses mais baixas podem ter um efeito perceptível.
No Canadá, nos Estados Unidos e na União Europeia, o bisfenol A (BPA) foi proibido de ser incorporado na produção de mamadeiras e copos infantis, devido a problemas de saúde e à maior vulnerabilidade das crianças aos seus efeitos. Impostos foram estabelecidos para desencorajar formas específicas de gerenciamento de resíduos plásticos. O imposto sobre aterros sanitários, por exemplo, cria um incentivo para optar por reciclar plásticos em vez de contê-los em aterros sanitários, tornando-os mais caros. Também houve uma padronização dos tipos de plásticos que podem ser considerados compostáveis. A Norma Europeia EN 13432, que foi definida pelo Comitê Europeu de Normalização (CEN), lista os padrões que os plásticos devem atender, em termos de compostabilidade e biodegradabilidade, para serem oficialmente rotulados como compostáveis.
Dada a ameaça significativa que os oceanos enfrentam, o Banco Europeu de Investimento pretende aumentar o seu financiamento e assistência consultiva para a limpeza dos oceanos. Por exemplo, a Clean Oceans Initiative (COI) foi criada em 2018. O Banco Europeu de Investimento, o Banco Alemão de Desenvolvimento e a Agência Francesa de Desenvolvimento (AFD) concordaram em investir um total de 2 bilhões de euros sob o COI de outubro de 2018 a outubro 2023 em iniciativas destinadas a reduzir a descarga de poluição nos oceanos, com foco especial em plásticos.
A Clean Ocean Initiative planeja doar 4 bilhões de euros em financiamento para diminuir o desperdício de plástico no mar até o final de 2025. Melhor tratamento de águas residuais no Sri Lanka, Egito e África do Sul são alguns exemplos, assim como a gestão de resíduos sólidos no Togo e no Senegal.

#### Falha nos esforços de redução voluntária
Os principais produtores de plástico continuam pressionando os governos para que se abstenham de impor restrições à produção de plástico e defendam metas corporativas voluntárias para reduzir a nova produção de plástico. No entanto, os 10 maiores produtores de plástico do mundo, incluindo The Coca-Cola Company, Nestlé e PepsiCo, não conseguiram atingir nem mesmo suas próprias metas mínimas de uso de plástico virgem.
Existem vários convênios internacionais que abordam a poluição marinha por plástico, como a Convenção de Londres de 1972, a Convenção Internacional para a Prevenção da Poluição Causada por Navios de 1973 e a Estratégia de Honolulu, que não abordam plásticos que se infiltram no oceano vindos da terra.
Em 2020, 180 países concordaram em limitar a quantidade de resíduos plásticos que os países ricos exportam para os países mais pobres, usando as regras da Convenção de Basileia. No entanto, durante janeiro de 2021, o primeiro mês em que o acordo estava em vigor, os dados comerciais mostraram que as exportações gerais de sucata, na verdade, aumentaram.

### Recolha, reciclagem e redução
As duas formas comuns de coleta de lixo incluem a coleta na calçada e o uso de centros de reciclagem de plástico. Cerca de 87 por cento da população nos Estados Unidos (273 milhões de pessoas) têm acesso a centros de reciclagem na calçada e de entrega. Na coleta seletiva, que está disponível para cerca de 63% da população dos Estados Unidos (193 milhões de pessoas), as pessoas colocam os plásticos designados em uma lixeira especial para serem recolhidos por uma empresa transportadora pública ou privada. A maioria dos programas na calçada coleta mais de um tipo de resina plástica, geralmente PETE e HDPE. Nos centros de reciclagem, que estão disponíveis para 68% da população dos Estados Unidos (213 milhões de pessoas), as pessoas levam seus recicláveis para uma instalação localizada centralmente. Depois de coletados, os plásticos são entregues a uma instalação de recuperação de materiais (MRF) ou manipulador para classificação em fluxos de resina única para aumentar o valor do produto. Os plásticos separados são então enfardados para reduzir os custos de envio para os catadores.
Existem taxas variadas de reciclagem por tipo de plástico e, em 2017, a taxa geral de reciclagem de plástico foi de aproximadamente 8,4% nos Estados Unidos. Aproximadamente 2,7 milhões de toneladas (3,0 milhões de toneladas curtas) de plástico foram recicladas nos EUA em 2017, enquanto 24,3 milhões de toneladas (26,8 milhões de toneladas curtas) de plástico foram despejadas em aterros sanitários no mesmo ano. Alguns plásticos são mais reciclados do que outros; em 2017, cerca de 31,2% das garrafas de PEAD e 29,1% das garrafas e frascos de PET foram reciclados.
Embalagem reutilizável refere-se a embalagens fabricadas com materiais duráveis e projetadas especificamente para vários usos e vida útil prolongada. Existem lojas de desperdício zero e lojas de recarga para produtos selecionados, bem como supermercados convencionais que permitem a recarga de produtos selecionados embalados em plástico ou vendem voluntariamente produtos sem embalagem ou mais sustentáveis.
Outra estratégia eficaz, que pode ser apoiada por políticas, é eliminar a necessidade de garrafas plásticas, como o uso de garrafas retornáveis, por exemplo, o que também pode prevenir potenciais impactos negativos na saúde humana devido à liberação de microplásticos.
Reduzir o desperdício de plástico pode apoiar a reciclagem e geralmente é considerado junto com a reciclagem: os "3 R" referem-se a Reduzir, Reutilizar e Reciclar.
A organização "The Ocean Cleanup" está tentando coletar resíduos plásticos dos oceanos por meio de redes. Existem preocupações de danos a algumas formas de organismos marinhos, especialmente neuston.

### Mapeamento e rastreamento
Our World In Data fornece gráficos sobre algumas análises, incluindo mapas, para mostrar as fontes de poluição plástica – incluindo a dos oceanos em específico.
Identificar as maiores fontes de plásticos oceânicos em alta fidelidade pode ajudar a discernir as causas, medir o progresso e desenvolver contramedidas eficazes.
Uma grande fração dos plásticos oceânicos pode vir – também não importados (veja acima) – de resíduos plásticos de cidades costeiras, bem como de rios (com os 1000 principais rios estimados por um estudo de 2021 como responsáveis por 80% do volume anual global). Essas duas fontes podem estar interligadas. O rio Yangtze no Mar da China Oriental é identificado por alguns estudos que usam evidências de amostragem como o rio com maior emissão de plástico (amostragem), em contraste com o estudo de 2021 mencionado anteriormente que o classifica na posição 64. Intervenções de gestão em nível local em áreas costeiras foram consideradas cruciais para o sucesso global na redução da poluição plástica.
Existe um mapa global, interativo, baseado em aprendizado de máquina e monitoramento por satélite, de locais de resíduos plásticos que pode ajudar a identificar quem e onde administra mal os resíduos plásticos, despejando-os nos oceanos.